# Pinus cubensis
Pinus cubensis (сосна кубинська) — вид роду сосна родини соснових.

## Поширення, екологія
Ендемік східної частини Куби. Цей вид зустрічається в передгір'ях і гірських районах, а також в «соснових пустках» уздовж узбережжя. Його діапазон висот від 100–900 (-1200) м над рівнем моря. Типові субстрати включають серпантини або інші залізисті ґрунти; прибережні рослини стоїть на алювію. Натуралізований в Еквадорі.

## Опис
Росте як вічнозелене дерево і досягає висоти від 25 до 30 метрів. Кора молодих гілок, спершу блакитна і дещо волохата, пізніше стає сіро-коричневою і лущиться. Циліндричної форми темно-коричневі бруньки смолисті. Парні голки товсті, жорсткі, блідо зелені й від 10 до 14 см у довжину. Червонувато-коричневі шишки 4-5 см в довжину мають овальну форму. Насіння від 0,5 до 0,6 см у довжину без крил, з крилами 2-3 см.

## Використання
Має важливе економічне значення як джерело деревини в східній частині Куби. Також використовується в програмах вторинної рослинності.

## Загрози та охорона
Ніяких конкретних загроз не було визначено для цього виду. Вид присутній в кількох охоронних територіях.